# Eupodotis
Eupodotis is een geslacht van vogels uit de familie van de trappen (Otididae). De wetenschappelijke naam van het geslacht is voor het eerst geldig gepubliceerd in 1839 door René-Primevère Lesson.

## Soorten
De volgende soorten zijn bij het geslacht ingedeeld:
- Eupodotis caerulescens – Blauwe trap
- Eupodotis senegalensis – Senegaltrap